# Potlogi
Potlogi es una comuna ubicada en el distrito de Dâmbovița, Rumania.

## Superficie
Posee una superficie de 51,99 kilómetros cuadrados.

## Demografía
Hasta 2021 la población era de 8739 habitantes, con una densidad de población de 168,1 habitantes por kilómetro cuadrado.